# Algernon Borthwick, 1:e baron Glenesk

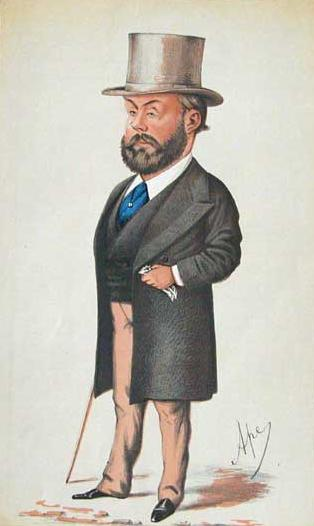
Karikatyr av Algernon Borthwick från Vanity Fair 1871.

Algernon Borthwick, 1:e baron Glenesk, född 27 december 1830, död 24 november 1908, var en brittisk tidningsman.
Borthwick var 1853–1895 redaktör för det inflytelserika högkonservativa organet The Morning Post och från 1876 tidningens ägare. Han var 1885–1895 konservativ parlamentsledamot för valkretsen Kensington South. År 1895 upphöjdes Borthwick till pär under namnet baron Glenesk.